# Ballyboy
Ballyboy (irl. Baile Átha Buí) – wieś w hrabstwie Offaly w prowincji Leinster w Irlandii. Pomimo iż współcześnie jest to wieś, w średniowieczu był to popularny węzeł łączący Daingean i Birr.